# Déraillement du train Aurillac-Paris
Le déraillement du train Aurillac-Paris, aussi appelé déraillement de Vallon, est un accident ferroviaire survenu le 4 mai 1940 sur la ligne de Montluçon à Bourges entre les gares de Vallon-en-Sully et d'Urçay, à la limite des départements de l'Allier et du Cher, lorsque le train express 426 Aurillac-Paris dérailla à la suite d'un effondrement du remblai, affaibli par un débordement de la Queugne, provoquant la mort de 33 personnes. 

## L'accident
Le 4 mai 1940, au milieu de la nuit, à 1h20 du matin, une partie du remblai et d'un pont ferroviaire s'effondrent au passage du train express 426 assurant la liaison entre Aurillac (Cantal) et Paris alors qu'il circule entre Montluçon et Bourges, longeant le canal du Berry et le Cher. L'accident se produit sur la commune d'Épineuil-le-Fleuriel (Cher), entre la gare de Vallon-en-Sully (l'accident est parfois appelé déraillement de Vallon) et celle d'Urçay, deux communes du nord-ouest du département de l'Allier et limitrophes du Cher —  au point kilométrique PK 300,580 de la ligne de Bourges à Miécaze —. À cet endroit la route GC4 (aujourd'hui route départementale D4) passe sous la voie ferrée. 
Le train est composé d'une locomotive à vapeur Pacific avec tender, de deux wagons-fourgons, de huit voitures à passagers et d'un wagon-poste. Lors du déraillement, la locomotive, son tender et le premier fourgon se couchèrent sur le côté gauche, dans le sens de la marche et les cinq voitures suivantes firent de même mais en se télescopant. Les trois dernières voitures, un fourgon et le wagon postal restèrent sur les voies. Les voitures étaient des voitures semi-métalliques et le dessus de la ceinture était principalement en bois. Deux des voitures qui s'étaient téléscopées avaient ainsi subit d'importants dégâts. 
29 tués furent retirés des décombres, 20 blessés furent transférés à l'hôpital de Bourges où 4 décédèrent de leurs blessures. Une chapelle ardente fut dressée à Saint-Amand-Montrond, la ville la plus proche, à une vingtaine de kilomètres au nord du lieu de l'accident et  où se rendit le jour même Fabien Albertin, sous-secrétaire d'État des Travaux Publics,
La situation de guerre dans laquelle était la France depuis plusieurs mois fit que cet accident ferroviaire passera relativement inaperçu dans la presse (les troupes françaises étaient alors engagées dans la bataille de Narvik et l'attaque allemande sur la Belgique sera déclenchée 6 jours plus tard).

## L'enquête
La région connaissait les jours précédents une crue du Cher et du canal de Berry parallèle que la ligne ferroviaire longe, coté rive gauche (ouest). La veille de l'accident, il avait fortement plu toute la journée et en soirée.  
L'enquête de la SNCF  montrera que le remblai s'était effondré à cause du débordement de la Queugne, un affluent du Cher passant sous la voie ferrée un peu en aval du franchissement de la route GC4. Du fait des crues des jours précédents, et des fortes précipitations, la voie avait été placée sous surveillance. Des cantonniers ferroviaires avaient mené des inspections dans la journée et en soirée. La dernière à 23h55 où il avait été constaté que si la Queugne avait bien débordé de son lit et inondé les prairies voisines, elle n'atteignait pas la base du remblai ferroviaire. La pluie avait alors cessé et le Cher et le canal du Berry tous proches n'étaient eux pas sortis de leur lit. Les cantonniers estimèrent que le danger était écarté. Mais un afflux d'eau arriva dans la Queugne et le ruisseau de Bœuf, entre minuit et minuit trente, franchissant alors également le remblai sous le pont ferroviaire de la route GC4. L'eau affouilla alors le remblai qui s'affaissa lors du passage du train, entrainant aussi l'effondrement du tablier du pont. La SNCF dans son rapport d'accident conclut que le déraillement est dû à « une crue rapide, violente et absolument anormale de la Queugne et du Boeuf ».